# Stiboges nymphidia
Stiboges nymphidia är en fjärilsart som beskrevs av Butler 1876. Stiboges nymphidia ingår i släktet Stiboges och familjen Riodinidae. Inga underarter finns listade i Catalogue of Life.